# 글로리데이
《글로리데이》는 2016년에 개봉한 대한민국의 영화이다.

## 캐스팅
- 지수 : 용비 역
- 수호 : 상우 역
- 류준열 : 지공 역
- 김희찬 : 두만 역
- 김동완 : 용비형 역
- 김종수 : 오팀장 역
- 최준영 : 최형사 역
- 이주실 : 상우할머니 역
- 문희경 : 지공모 역
- 유하복 : 두만부 역
- 이지연 : 박은혜 역
- 정도원 : 백형사 역
- 허준석 : 폭력남 역
- 이현 : 응급실의사 역
- 이동용 : 경찰1 역
- 권혁 : 경찰2 역
- 승의열 : 고물상주인 역
- 박상규 : 경찰서장 역
- 한철우 : 수감자 역
- 정기섭 : 취객 역
- 안세호 : 유치장당직자 역
- 이상희 : 간호사 역
- 류태호: 수술실의사 역
- 권범택 : 판사 역
- 한상균 : 남자아나운서 역
- 양희명 : 배달원 역
- 안정연 : 문신남 역
- 홍주형 : 문신남똘마니 역
- 유대형 : 야구부선배 역
- 한혜지 : 간호사2 역
- 손호석 : 안치실의사 역
- 김비비 : 원무직원 역
- 강준석 : 구급대원 역
- 김태훈 : 장형사 역
- 한동희 : 형사2 역
- 최원 : 용비부 역
- 한보람 : 용비모 역
- 박찬 : 어린용비 역
- 장재혁 : 어린용비형 역
- 김진구 : 지공부 역
- 김미애 : 두만모 역
- 허윤호 : 통닭집 키스남녀 역
- 김서현 : 통닭집 키스남녀 역
- 김윤주 : 과학수사 역
- 안병래 : 과학수사 역
- 권철 : 수감자들 역
- 손동일 : 수감자들 역
- 안세환 : 수감자들 역
- 박창화 : 수감자들 역
- 하현관 : 수감자들 역
- 김진혁 : 수감자들 역
- 박재원 : 수감자들 역
- 김선민 : 해병대 역
- 박성인 : 해병대 역
- 윤민영 : 통닭집손님들 역
- 노용민 : 통닭집손님들 역
- 이가희 : 통닭집손님들 역
- 이정민 : 통닭집손님들 역
- 신현주 : 해변녀 역
- 임해민 : 해변녀 역
- 최소혜 : 해변녀 역
- 김민지 : 해변녀 역
- 임용순 : 국회의원 역
- 김동준 : CCTV 관리인 역
- 김용 : 취조남 역
- 이춘우 : 지구대경찰 역
- 강정원 : 포장마차형사 역
- 배연수 : 포장마차 형사 역
- 여기한 : 구조대원2 역
- 김지은 : 안네데스크의사 역
- 장시원 : 형사3 역
- 장소영 : 집중치료실환자 역
- 윤기현 : 상우대역 역
- 정지상 : 두만대역 역
- 조재웅 : 폭력남대역 역
- 정다연 : 동네꼬마들 역
- 최민선 : 동네꼬마들 역
- 최철환 : 경비아저씨 역
- 지영현 : 야구부원들 역
- 김성철 : 야구부원들 역
- 양승빈 : 야구부원들 역
- 김명준 : 야구부원들 역
- 최승민 : 야구부원들 역
- 이성훈 : 야구부원들 역
- 조승환 : 야구부원들 역
- 강준구 : 야구부원들 역
- 유승완 : 야구부원들 역

## 참고 사항
- 성폭행 가해자인 아나운서 남편이 외상성 뇌경막하 즉 뇌진탕으로 사망했다고 나오는데 해당 남자가 어떻게 죽었는지는 밝혀진 게 없다.